# História da historiografia
A História da historiografia é uma subdisciplina da História responsável pela elaboração de um estudo historiográfico sobre as escritas da história no passado e no presente. Sua tarefa pode ser entendida como uma "história das formas de produção da verdade histórica". A História da Historiografia dialoga principalmente com a teoria da história e a história intelectual.